# Turcsányi Tihamér
Turchányi Tihamér (Jászberény, 1874. május 19. – Budapest, 1930. április 24.) történész, gimnáziumi tanár

## Élete
Apja Turchányi Gyula (1831-1883) hírlapíró, az 1848–49-es forradalom és szabadságharc alatt főhadnagy volt. Tihamér második házasságából született gyermekei: Magda (tanár), Hedvig (gyógypedagógus), György (fizikus), Ágota (tanár), Tamás (kabarészerző).
A kalocsai Jezsuita gimnáziumban figyeltek fel nyelvtehetségére. Ott lett a rend tagja, Innsbruckban is tanult, majd betegsége miatt, pappá szentelése előtt kilépett a rendből. 1900-ban indult Nyitra vármegye levéltárosi pályázatán, de munkahelyi referenciáinak hiánya miatt nem rá esett a választás.
1901-ben szerzett latin-történelem szakos tanári oklevelet, és doktorált, majd Nyitrán lett tanár. 1901-ben megírta Krassó-Szörény vármegye néprajzi viszonyai a mohácsi vész előtti időkben című művét.
1902-től pedig Lugoson tanár, a Krassó-Szörényvármegyei Múzeumiegylet és az Arany János Társaság választmányi tagja. 
1905-ben Lugoson megírta a Krassó-Szörény vármegye története I. részét.
1906-ban a római Magyar Történelmi Intézetben végzett kutatásokat. 1909-ben Magyarországi monostorok gazdasási viszonyai a tatárjárás előtt címmel jelent meg műve. Később a Budapest VIII. kerületi gimnázium (akkor: bencések, ma: Fazekas Mihály gimnázium) tanára lett.
Beutazta Európát, Észak-Amerikát, Észak-Afrikát, járt Ázsiában is.
Az első világháború után román-magyar határmegállapító bizottság tagja. Tagja a Nippon társaságnak (Japán-magyar Baráti társaság)
1920-ban kirúgják a határmegállapító bizottságból, mert kompromisszumkereső magatartása nem felelt meg Dormándy Géza ezredesnek, a Romániával tárgyaló magyar delegáció vezetőjének. Ezután több művet fordított angolból (például Sárga Isten, Vörös Éva), Jávai teakirály címmel regényt is írt.
1930. április 24-én Budapesten, 56 évesen érte a halál.

## Munkássága
- Nagy Iván Családtörténeti-értesítő (1899), Zólyom vármegye levéltárában őrzött nemeslevelek
- temesvári Történeti és Régészeti Értesítő (1903)
- Néhány krassómegyei kamarai község úrbéri állapota a 18. századvégén (1906)
- Az 1738. évi tör. háború, tekintettel Rákóczi Józsefre), Budapesti Hírlap (1906, 08), Pesti Hírlap (1914)
- VIII. kerületi főgimnáziumi értesítő (1907 Az Amerikai Egyesült Államok iskolái)
- Budapesti Hírlap (1907 58. szám A kivándorlás és a nemzetiségek)
- OKTEK (1908 505. Néhány szó a latin tananyagról)
- Magyar Középisk. (1908 69. Amerikai tudósok nyelvekről), szegedi Új Élet (1922)

## Főbb művei
- Krassó-Szörény vármegye néprajzi viszonyai a mohácsi vész előtti időkben. (Lugos, 1901)
- A 11. és 12. századbeli magyar királyi oklevelek alkotó részeinek formulái. (Oklevéltani tanulmány Temesvár, 1903.)
- Rogerius mester siralmas éneke a tatárjárásról. (Forráskritikai tanulmány Budapest, 1904, Századok)
- Krassó-Szörény vármegye története (I. Lugos, 1905)
- Magyarországi monostorok gazdasági viszonyai a tatárjárás előtt. (Kulturtörténeti tanulmány, 1909.)
- A Bessenyeiek Zemplénben.  (1916.)